# Skørping Station
Skørping Station er en dansk jernbanestation i stationsbyen Skørping i Himmerland.
Skørping Station ligger på jernbanestrækningen Randers–Aalborg mellem Støvring Station og Arden Station. Stationenen åbnede i 1869 ved banens åbning og overlevede en række stationslukninger i 1970'erne. I 2003 blev stationen endestation på Aalborg Nærbane. Den betjenes af tog fra DSB og Nordjyske Jernbaner.